# グラビアJAPAN
グラビアJAPAN（グラビアジャパン、Gravure JAPAN）は、集英社が主催する次世代のグラビアアイドルを発掘するために企画されたオーディション。
本項目では集英社のウェブサイト『グラジャパ!』についても記述する。

## 概要
週刊ヤングジャンプは、1992年から同誌発のグラビアアイドルを発掘するオーディションとして、『全国女子高生制服コレクション（制コレ）』を行い、数々の人気アイドルやタレント・女優を輩出していった。
一方、週刊プレイボーイは2005年に同誌発のグラビアアイドルオーディション『ミス週プレ』を開始し、好評につき2006年も行われたが、わずか2年で打ち切りとなった。その後、2008年には『ビキニ・プリンセス』などのグラビア企画を行っていたが、勢いは今ひとつだった。2009年にはヤングジャンプが同誌創刊30周年記念事業の一環として、これらの企画を統合した新しいオーディションとして『グラビアJAPAN』の開催を発表。これにより、16年続いた全国女子高生制服コレクションは、事実上終了となった。
グランプリは2誌へのはがき投票、WEBとケータイの公式サイトでの投票、ブログへのアクセス数、動画の再生数等々を集計し決定する（2009年度）。第1回は5月投票受付、7月グランプリ発表だったが、第2回（2010年度）からは9月に投票受付、11月上旬グランプリ発表に変更されている。
2009年は受賞者の中から「ニコニコ動画賞」「Yahoo!ブロガー賞」といった副賞も付いていた。
好評を受けて2010年・2011年も行われたが、2012年以降は開催されていない。今後の活動についての具体的な公式発表もない状態が続いているが、ヤングジャンプが2014年に6年ぶりとなる独自のオーディション「制コレアルティメット」を開催してセイコレが復活したことにより、再び分離した形となっている。
オーディションレースとしては途絶えた形となったが、後述のように週刊プレイボーイのコンテンツサイトとして名前が残された。

## 受賞者
| 回 | 年   | グランプリ                                                          | 準グランプリ                                                              | その他の賞              | ノミネート | 備考 |
| -- | ---- | ------------------------------------------------------------------- | ------------------------------------------------------------------------- | ----------------------- | --- | ---- |
| 1  | 2009 | 松岡音々                                                            | 滝川綾、清野菜名、清水ゆう子、蒼井凛                                      | Yahoo!ブロガ―賞：滝川綾 | 綱島恵里香、藤村えみり、吉田菫、丸尾みゆき 嶋田エリカ、川瀬まりあ、佐々木麻里、空美 富山美登、高橋彩、山田みずき     |      |
| 2  | 2010 | 竹富聖花                                                            | ミス週刊ヤングジャンプ：荻野可鈴 ミス週刊プレイボーイ：とっきー           | 読者特別賞：高橋かれん  | 山上愛、岡愛恵、大宮司佳代、しづか 石條遙梨、長島瑞穂、広村美つ美、水谷望愛 広瀬玲奈、八木静里菜、香坂まや、小松愛唯 |      |
| 3  | 2011 | ミスヤングジャンプ2011：伊藤梨沙子 ミス週刊プレイボーイ2011：梨里杏 | 準ミスヤングジャンプ2011：高橋胡桃 準ミス週刊プレイボーイ2011：大坪あきほ | 読者特別賞：椎名もも    | 中原知南、平山寿美礼、生田若菜 鈴木望、西園みすず、小林由莉 菜乃花、階戸瑠李、野村かれん                             |      |

## 週プレ グラジャパ!
2014年7月28日には週プレブランドのグラビアコンテンツサイトが「週プレ グラジャパ！ -GRAVURE JAPAN!-」と命名、200点ほどの電子写真集とともにローンチされた。2015年からは「グラジャパ！」の売り上げなどから決める年間表彰「グラジャパ！アワード」が開始されている。

### グラジャパ!アワード受賞者
| 年   | グランプリ        | 最優秀新人賞                            | その他の賞 | 備考 |
| ---- | ----------------- | --------------------------------------- | --- | ---- |
| 2015 | 第1位 浅田舞      |                                         | 第2位：吉岡里帆 第3位：久松郁実 第4位 - 第30位 |      |
| 2016 | 馬場ふみか        | 伊東紗冶子                              | |      |
| 2017 | 武田玲奈          | 藤木由貴 大原優乃 華村あすか            | 特別賞：馬場ふみか |      |
| 2018 | 今田美桜          | 沢すみれ                                | 週プレnet賞：井口綾子 最優秀作品賞：小倉優香 |      |
| 2019 | 井口綾子          | 井桁弘恵 志田音々                       | 検索部門：小島瑠璃子 SNS部門：えなこ 写真集部門：上田操、HARUKA レンタルコンテンツ部門：大野ひまり 声優部門：伊藤美来 レジェンド部門：小松彩夏 特別賞：武田玲奈                                                      |      |
| 2020 | えなこ            | あかせあかり 川津明日香 工藤美桜 團遥香 | 話題賞：鷲見玲奈 |      |
| 2021 | 浅倉唯            | 橋本萌花 櫻井音乃                       | 最優秀作品賞：伊藤美来 最優秀週プレプラス賞：沢口愛華 話題賞：羽柴なつみ カムバック賞：高田里穂 最優秀YouTube賞：高梨瑞樹 ベストブックカバー賞：新居歩美                                                             |      |
| 2022 | 雪平莉左          | 村島未悠 菊地姫奈                       | 最優秀作品賞：志田音々 特別賞：高田里穂 週プレプラス賞：村島未悠 Youtube賞：古田愛理 カムバック賞：平田裕香 話題賞：いけちゃん                                                                                       |      |
| 2023 | 菊地姫奈          | 桑島海空 冴木柚葉                       | 最優秀作品賞：りりか 週プレ賞：森香澄 特別賞：天羽希純 週プレプラス賞：豊田萌絵 Youtube賞：杉本愛莉鈴 カムバック賞：相楽伊織 インフルエンサー賞：新谷あやか、高倉菫（すみぽん）                                      |      |
| 2024 | 菊地姫奈 豊島心桜 | 榎原依那 池田レイラ                     | 最優秀作品賞：井口裕香 最優秀写真集賞：田中美久 カムバック賞＆週プレ賞：筧美和子 特別賞：大原優乃 週プレプラス！賞：阿部なつき グラジャパ！オリジナル作品賞：菅叶和 インフルエンサー賞：主人公（金丸紗希）、ちなぷぷ |      |